# ألكسندرا شنايدر
ألكسندرا شنايدر (بالألمانية: Alexandra Schneider)‏ هي لاعبة رماية ألمانية، ولدت في 10 يناير 1977.

## وصلات خارجية
- ألكسندرا شنايدر على موقع الاتحاد الدولي (الإنجليزية)
- ألكسندرا شنايدر على موقع أوليمبيديا (الإنجليزية)